# Seventh Son of a Seventh Son
Seventh Son of a Seventh Son er det syvende studiealbum af heavy metal bandet Iron Maiden. Det blev udgivet i 1988. Albummet er det sidste hvor guitarist Adrian Smith medvirker indtil hans genindtræden i bandet med udgivelsen af Brave New World i 2000(om end han han havde skrevet sangen Hooks in you, der kom med på det næste Iron Maiden i 1990). 
På mindst tre af albummets sange  ("Seventh Son of a Seventh Son", "The Prophecy" og "The Clairvoyant") kan teksten direkte relateres til en gennemgående historie som er inspireret af Orson Scott Cards roman Seventh Son. Teksterne på albummet handler hovedsageligt om filosofiske ideer som moral (godt og ondt), mysticisme, profetier, reinkarnation og liv efter døden. Den musiske stil på Seventh Son of a Seventh Son bygger videre på den lyd der først blev hørt på Somewhere in Time fra 1986.
Albummet startede som nummer 1 på den engelske albumhitliste og nummer 12 på den amerikanske. Singlerne "Can I Play with Madness", "The Evil That Men Do", "The Clairvoyant" og "Infinite Dreams" opnåede placeringer som henholdsvis nummer 3,5,6 og 6. Det er det sidste Iron Maiden album, der har opnået platin i USA.

## Numre
1. "Moonchild" (Bruce Dickinson, Adrian Smith) – 5:39
2. "Infinite Dreams" (Steve Harris) – 6:09
3. "Can I Play with Madness" (Dickinson, Smith, Harris) – 3:31
4. "The Evil That Men Do" (Dickinson, Smith, Harris) – 4:34
5. "Seventh Son of a Seventh Son" (Harris) – 9:53
6. "The Prophecy" (Dave Murray, Harris) – 5:05
7. "The Clairvoyant" (Harris) – 4:27
8. "Only the Good Die Young" (Dickinson, Harris) – 4:41

### Bonus CD fra genudgivelsen i 1995
1. "Black Bart Blues" (Dickinson, Harris) – 6:41
2. "Massacre" (Brian Downey, Phil Lynott, Scott Gorham) – 2:53
3. "Prowler 88" (Harris) – 4:07
4. "Charlotte the Harlot 88" (Murray) – 4:11
5. "Infinite Dreams (live)" (Harris) – 6:03
6. "The Clairvoyant (live)" (Harris) – 4:27
7. "The Prisoner (live)" (Smith, Harris) – 6:09
8. "Killers (live)" (Paul Di'Anno, Harris) – 5:03
9. "Still Life (live)" (Murray, Harris) – 4:38